# ام‌کی۸۲
مارک ۸۲ (ام‌کی ۸۲ (به انگلیسی: Mk 82)) بمب چندمنظوره کم پسار هدایت ناپذیر است که نوعی از انواع سری بمب‌های مارک ۸۰ می‌باشد.
این بمب با وزن ۲۲۷ کیلوگرم کوچکترین بمب و همچنین پرکاربردترین بمب در خدمت نیروهای هوایی جهان است. گرچه وزن اسمی بمب ام کی ۸۲ دویست و بیست و هفت کیلوگرم است، ولی وزن واقعی آن بسته به پیکربندی آن از ۲۳۲ تا ۲۵۹ کیلوگرم متغیر است. بدنهٔ آن از فولاد است که محتوی ۸۹ کیلوگرم مادهُ منفجرهٔ تریتونال می‌باشد.

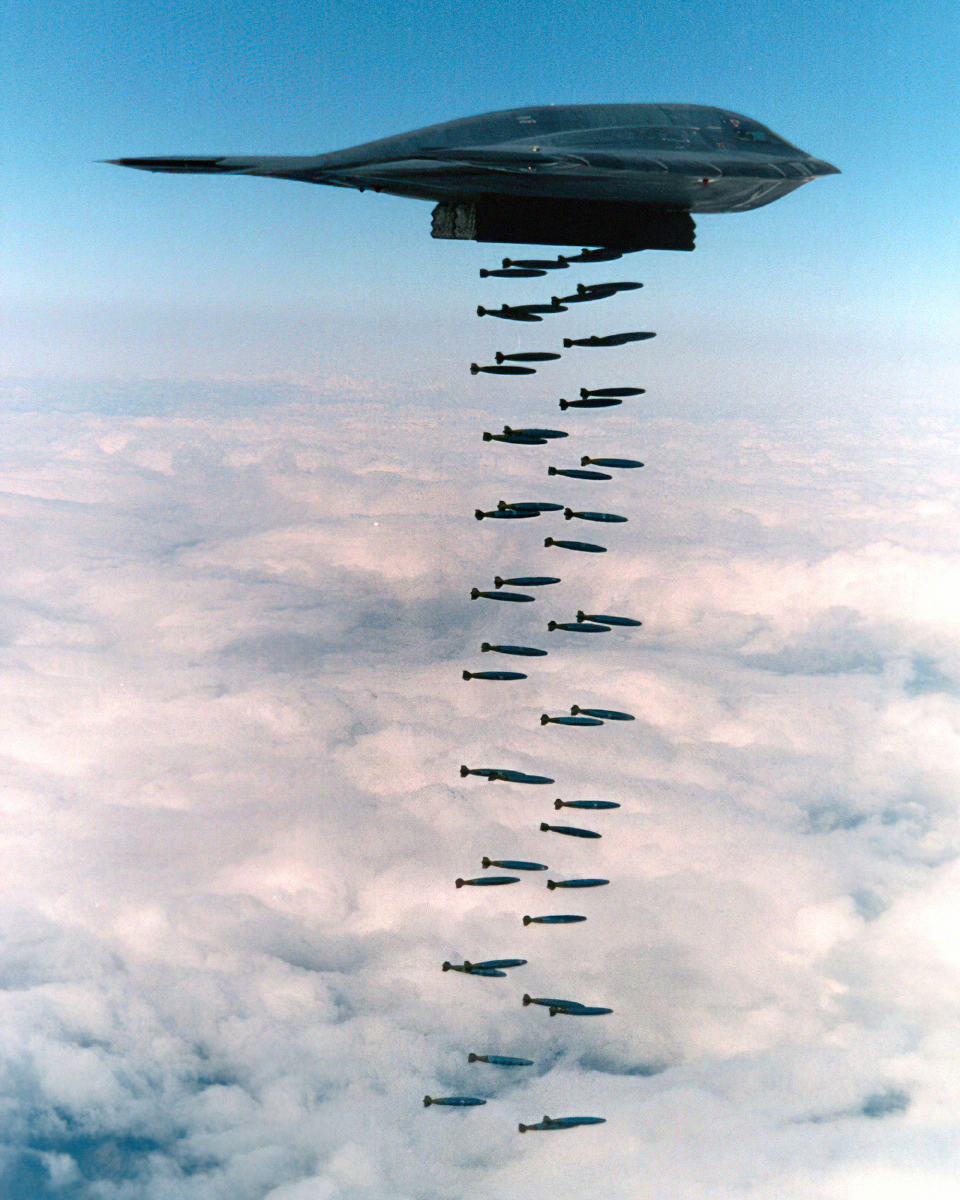
یک فروند بی-۲ اسپیریت در حال پرتاب بمب ام‌کی۸۲ در اقیانوس آرام از ارتفاع بسیار بالا در یک عملیات تمرینی در سال ۱۹۹۴

در حال حاضر فقط شرکت جنرال داینامیکس در گارلند تگزاس و شرکت Nitro-Chem در بیدگوشچ، لهستان، مجوز تولید بمب برای نیروی هوایی آمریکا را دارد.
ام کی-۸۲ همچنین کلاهک جنگی بمب‌های لیزری جی‌بی‌یو-۱۲ و جی بی یو-۳۸ می‌باشد.
در جنگ خلیج فارس حدود ۴۵۰۰ بمب جی‌بی‌یو-۱۲/ام‌کی ۸۲ بر روی عراق انداخته شد.

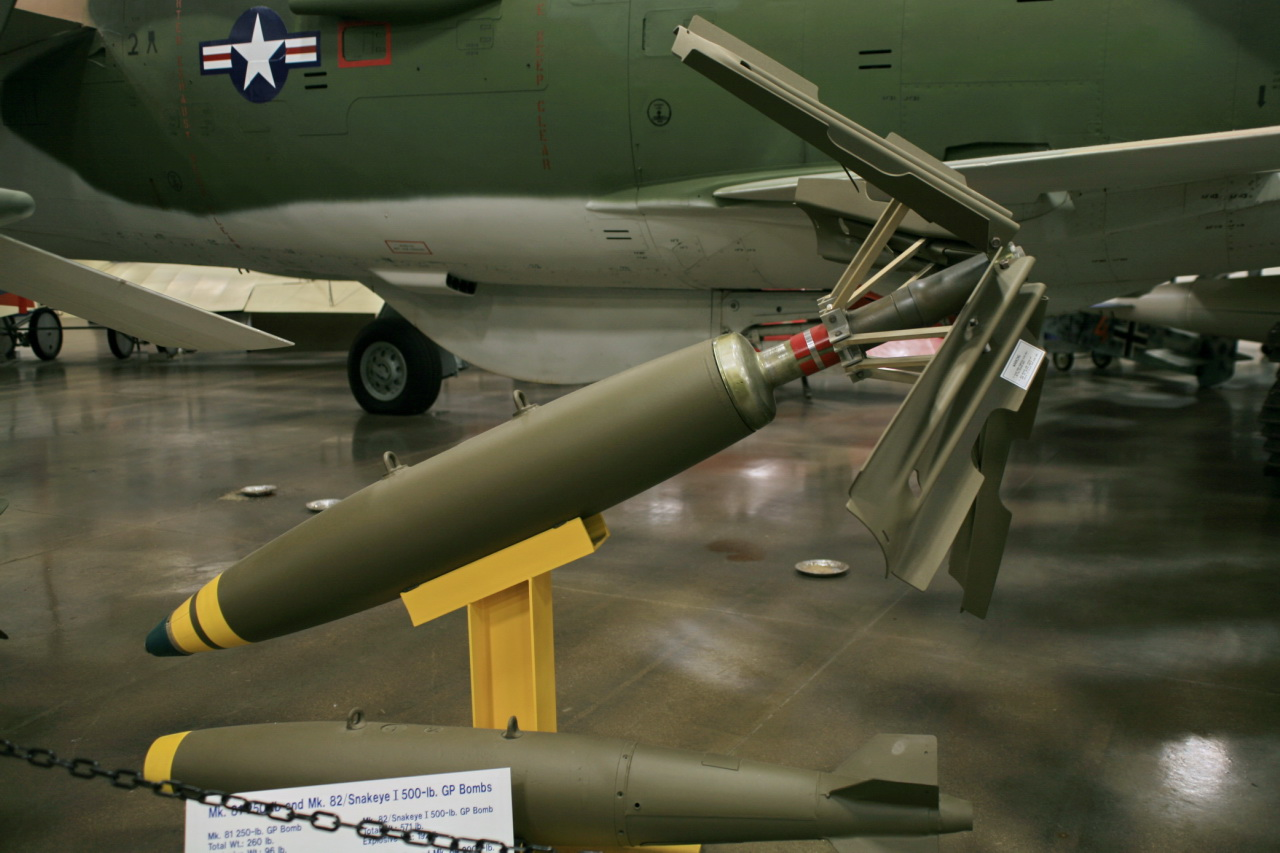
بمب ام‌کی-۸۲ اسنیک‌آی با دم بیش پسار در موزه با رنگ معمول خود در نیروی هوایی

## بمباران در ارتفاع پایین
هنگام بمباران در ارتفاع پایین با توجه به این که هواپیما و بمب هر دو تقریباً هم‌زمان به هدف می‌رسند انفجار حاصل از بمباران می‌تواند به هواپیما آسیب برساند. برای جلوگیری از چنین رخدادی ام‌کی ۸۲ می‌تواند به دم بیش پسار مجهز شود که به این نوع، نوع ام‌کی ۸۲ اسنیک آی (چشم مار) می‌گویند.
در این نوع ام‌کی ۸۲ دم مجهز به چهار تیغهٔ چلیپایی شکل است که پس از آزاد شدن بمب فنروار باز می‌شود. این تیغه‌ها پسار بمب را افزایش داده و سرعت آن به جلو را کاهش می‌دهند و در نتیجه پیش از آن که بمب منفجر شود هواپیما تا فاصلهٔ امنی از هدف دور شده‌است.